# Heerbrugg
Heerbrugg est une localité suisse, située dans le canton de Saint-Gall.

## Géographie
Le village est situé à cheval sur les communes de Au (dont il dépend politiquement), Balgach, Berneck et Widnau dans le canton de Saint-Gall.

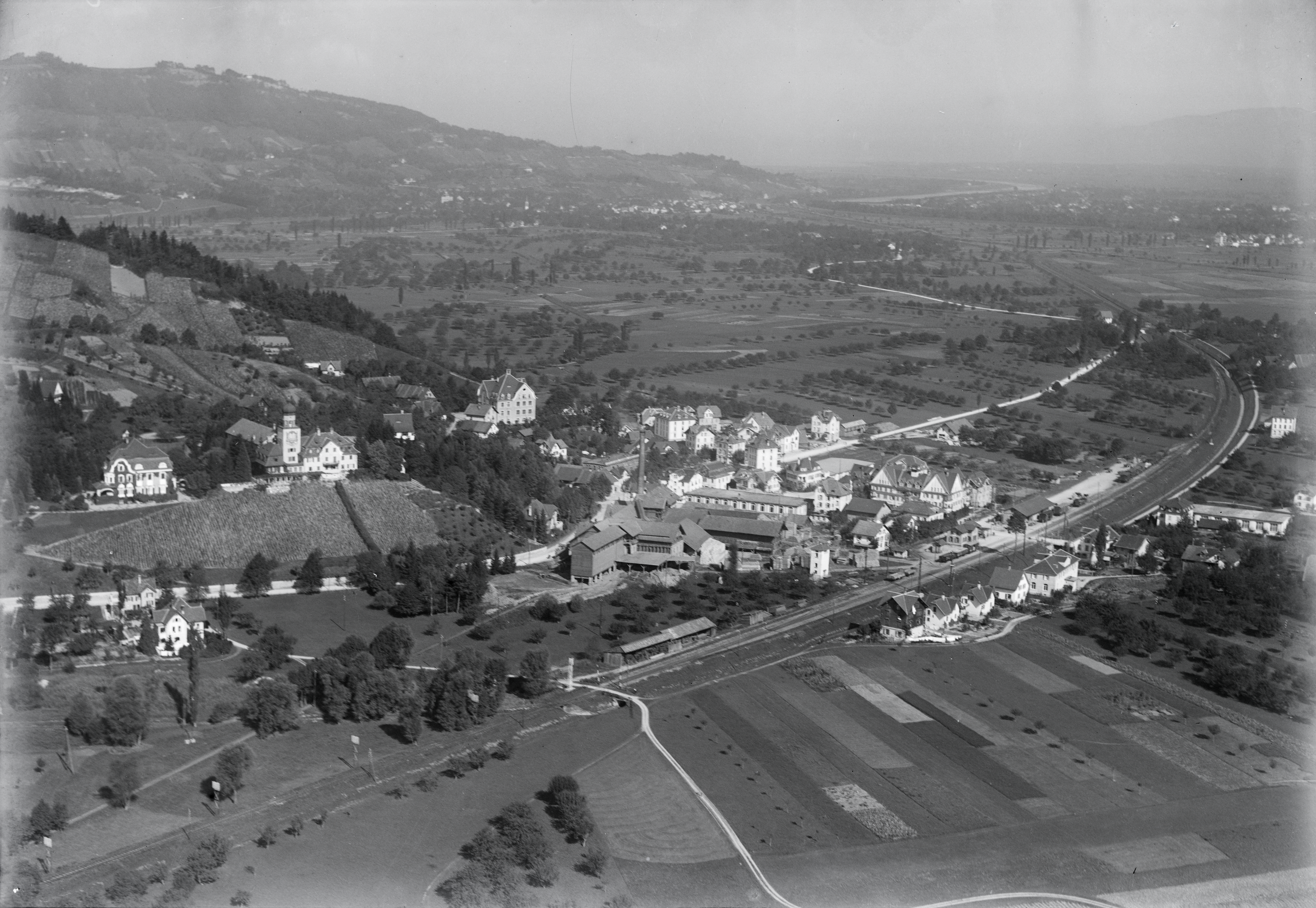
Photo aérienne prise à 300 m par Walter Mittelholzer (1923)

## Monuments et curiosités[1]
- L'église paroissiale des Trois-Rois (Hl. Drei Könige) fut construite en 1825-26 par Josef Simon Moosbrugger. Les stucs sont de Johann Michael Moosbrugger et fils.
- L'église réformée est mentionnée en 1419 déjà. Elle fait partie d'un ensemble du Moyen Age tardif auquel s'ajoute une nouvelle adjonction au sud. Dans le chœur se trouve une tête du Christ en relief datant de la deuxième moitié du XVe s.
- L'ancien Hôtel de Ville fut édifié en 1566. Il s'agit d'une construction en pierre du gothique tardif. Le grenier à blé a été transformé en salle des fêtes en 1596 par David Zollikofer et orné de peintures Renaissance.
- L'auberge Rössli située à l'entrée du village a été construite vers 1640 puis remaniée en 1754 et en 1834.
- Au centre du village et près de l'église catholique se tiennent plusieurs maisons de bois des XVIIe et XVIIIe s. à madriers ou poteaux.
- La maison Nüesch située au sud du village est une construction allongée avec un petit pignon transversal daté de 1787.
- Le château de Grünenstein est situé au sud-ouest de Balgach sur une hauteur. Déjà mentionné en 1270, il a probablement été reconstruit en 1776 par Johann Jakob Haltiner en collaboration avec Conrad Schindler, un des fils du propriétaire. Il consiste en un ensemble baroque tardif dont la partie inférieure de la tour provient du bâtiment précédent.
- Le château de Heerbrugg fut construit en 1078 par l'abbé de Saint-Gall Ulrich III von Eppenstein pour servir de forteresse. Après l'incendie de 1774, il fut reconstruit par Bartholomäus Schlumpf. Il consiste en un bâtiment baroque à trois étages et six axes avec pignon central incurvé. La tour date de 1911.

## Sources
- (de) Cet article est partiellement ou en totalité issu de l’article de Wikipédia en allemand intitulé « Heerbrugg » (voir la liste des auteurs).
- Markus Kaiser, « Heerbrugg » dans le Dictionnaire historique de la Suisse en ligne, version du 30 août 2006.